# Orbis Medisch Centrum

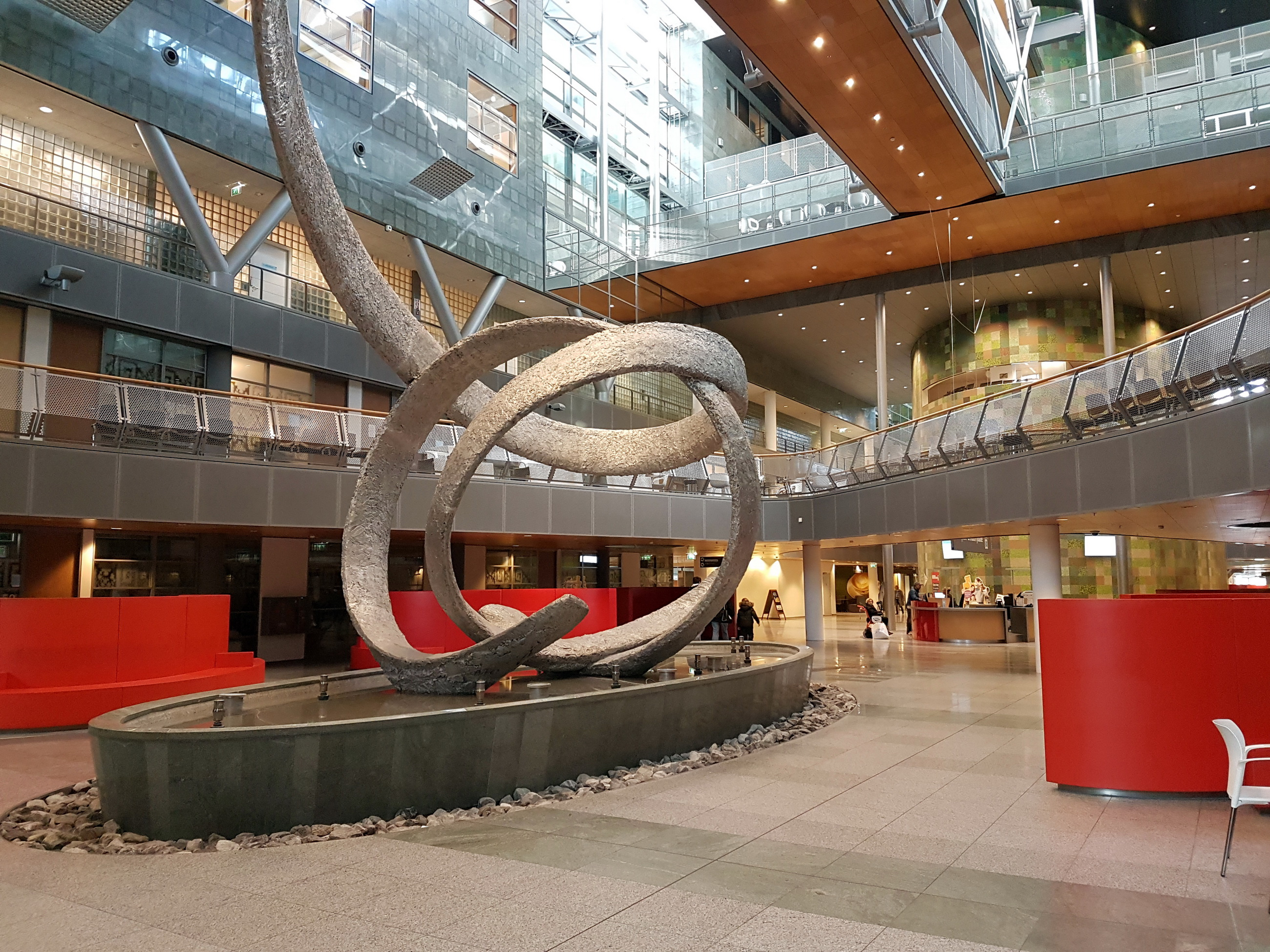
Het atrium van Orbis Medisch Centrum

Het Orbis Medisch Centrum (afgekort OMC) was een algemeen ziekenhuis in Geleen. Na de fusie met Atrium Medisch Centrum Heerlen heet het nu Zuyderland Medisch Centrum Sittard-Geleen. Het ziekenhuis heeft 425 bedden waarvan 94 bedden in de dagverpleging, 56 bedden in de unit geestelijke gezondheidszorg en 90 revalidatiebedden. Alle kamers in het ziekenhuis zijn eenpersoonskamers.

## Maaslandziekenhuis
Het ziekenhuis is in de plaats gekomen van het voormalige Maaslandziekenhuis, dat gelegen was in Sittard. Het oude ziekenhuis was een samenraapsel van gebouwen, gebouwd rondom het klooster van de Zusters van de Goddelijke Voorzienigheid. Na de sluiting van het Maaslandziekenhuis locatie Geleen eind jaren 90, het voormalige Barbaraziekenhuis, werd alle zorg verplaatst naar Sittard, waardoor het gebouw al snel te klein werd. Na de gemeentelijke herindeling van 2000, waarbij de gemeenten Sittard, Geleen en Born opgingen in de nieuwe gemeente Sittard-Geleen, besloot men in Geleen op een braakliggend terrein een nieuw ziekenhuis te bouwen. Het nieuwe ziekenhuis werd in drie jaar en drie maanden gebouwd, en op 31 januari 2009 in gebruik genomen. De poliklinieken sloten op 29 januari om 12.00 uur hun deuren op de oude locatie en waren op 2 februari weer geopend op de nieuwe locatie.
De Spoedeisende Hulp en de Huisartsen Dienst Westelijke Mijnstreek waren op 31 januari om 06.00 uur 's ochtends geopend op de nieuwe locatie, waarna de oude locatie werd gesloten. De patiënten die op dat moment opgenomen waren in het Maaslandziekenhuis verhuisden op 31 januari naar de nieuwbouw.

## Ziekenhuis van de 21e eeuw
Patiënten beschikken over een eenpersoonskamer met onder andere internetaansluiting. Voor familieleden bestaat de mogelijkheid te logeren op de verpleegkamer. Vanaf de bedsideterminal op de patiëntenkamer kan de behandelend arts of de verpleegkundige direct inloggen in het patiëntendossier en ter plekke alle belangrijke informatie van de patiënt opvragen. Ook de vervoersstromen door het ziekenhuis geschieden geheel automatisch. Door de gangen rijden transportrobots die zelf hun weg zoeken en in staat zijn zelfstandig liften in en uit te rijden.

## Gebouw
Het Orbis Medisch Centrum bevat naast het ziekenhuis ook de afdeling geestelijke gezondheidszorg en de afdeling revalidatie. In het Atrium, de centrale ontvangsthal, liggen onder andere een kapper, apotheek, hoortoestellenzaak, hulpmiddelenwinkel en een supermarkt. De hal heeft een lengte van 265 meter en is 25 meter hoog. Het gehele ziekenhuis heeft een vloeroppervlakte van 100.000 m². De bouwduur duurde drie jaar en drie maanden en de totale investeringskosten bedroegen € 380 miljoen.

## Fusie
In 2015 ging het Atrium Medisch Centrum Parkstad uit Heerlen samen met Orbis. De nieuwe gezamenlijke naam van de gefuseerde ziekenhuizen is nu 'Zuyderland'.

## Trivia
- De energiecentrale van het Orbis Medisch Centrum levert een vermogen van 4.500 kilowatt (vergelijkbaar met 300 woningen).
- In het gebouw zijn 1 miljoen bakstenen verlijmd.
- De patiënten kunnen via de bedsideterminal zelf hun maaltijden bestellen.
- Het Orbis Medisch Centrum wijkt af van de klassieke bewegwijzering. In plaats daarvan worden patiënten en bezoekers verwezen naar zogenaamde meldpunten (Meldpunt .. Oost of Meldpunt .. West). Van hieruit wordt verder verwezen naar de afdelingen.